# (1686) De Sitter
(1686) De Sitter ist ein Asteroid des Hauptgürtels, der am 28. September 1935 vom niederländischen Astronomen Hendrik van Gent in Johannesburg entdeckt wurde.
Benannt wurde der Asteroid nach dem niederländischen Astronomen Willem de Sitter.